# Dicranomyia (Peripheroptera) peramoena
Dicranomyia (Peripheroptera) peramoena is een tweevleugelige uit de familie steltmuggen (Limoniidae). De soort komt voor in het Neotropisch gebied.